# Jarunee Desneiges
Caroline Desneiges (thaï : แคโรลีน เดส์แน็ช) ou Jarunee Desneiges,, autrefois plus connue sous ses noms thaïlandais Jarunee Suksawat, Jarunee Suksawas ou Jarunee Suksawasdi (thaï : จารุณี สุขสวัสดิ์), parfois surnommée Ple,  est une actrice et une femme d'affaires thaïlandaise. Surnommée en Thaïlande "la reine du film d'action", elle compte plus d'une centaine d'apparitions dans des films d'action thaïlandais des années 1970 et 1980,.
Dans les années 80, elle est, avec l'actrice Naowarat Yuktanan, une des principales partenaires de Sorapong Chatree (ils jouent ensemble dans près de 50 films). Elle joue aussi dans de nombreux films avec l'acteur Kriankrai Unhanan.

## Biographie
L'actrice est née d'une mère thaïlandaise, Rabiab Suksawat, et d'un père français, Ferdinand Desneiges. Sa grand-mère aida sa mère à l'élever.
Elle fréquenta l'école Bang Kapi, puis suivit un cours professionnel à Chao Phraya Commercial, pour finalement obtenir une licence en sciences sociales de l'université Suan Sunandha Rajabhat et une maîtrise en sciences cosmétiques de l'université Mae Fah Luang à Chiang Rai, en Thaïlande[réf. nécessaire].
Elle ne rencontra son père qu'en 2000, peu avant sa mort, qui n'aurait pas su qu'il avait une fille ; après avoir prouvé la filiation, elle prit le nom de Caroline Desneiges à l'âge de 51 ans.
Suksawat dirige une entreprise de produits de santé, Thaidham Alliance.
Pendant le mouvement des chemises rouges, on la vit souvent aux rassemblements de la gare de Samsen, avec l'acteur Kriankrai Unhanan et le réalisateur Yuthana Mukdasanit ,
En 2021, elle a ouvert un centre de villégiature en bord de rivière à Samut Songkhram.

## Carrière
Elle a joué dans un peu plus d'une centaine de films et était connu comme la "reine des films d'action", bien qu'elle n'ait jamais reçu de formation en arts martiaux.
Elle a commencé à jouer dans des films en 1977, d'abord dans Sawasdee Khun Kroo, puis dans Rak Laew Raw Noi avec l'acteur populaire Sorapong Chatree. Elle a été la protégée du réalisateur Promsin Sibunruang.
En 1980, elle a joué dans le film dramatique Baan Sai Thong (adaptation d'un roman de Kanha Khiangsiri), réalisé par Ruj Ronnapop, puis dans la suite Pojjaman Sawangwong, considéré comme un rôle déterminant dans sa carrière,. Avant cela, elle a dit qu'elle n'était cataloguée que comme un garçon manqué.
Elle a quitté le métier d'actrice au milieu des années 1980 après avoir été blessée lors d'un tournage, mais elle rejoue occasionnellement, notamment dans le film Pirates de Langkasuka réalisé par Nonzee Nimibutr en 2008, son premier rôle en dix ans. Elle avait refusé un certain nombre d'offres précédentes et trouvait difficile de revenir au cinéma.

## Filmographie sélective
- 1977 : Sawasdee Khun Kroo (สวัสดีคุณครู)
- 1978 : Kru Kha Nu Ngao (ครูขาหนูเหงา)
- 1978 : Rak Laew Raw Noi (รักแล้วรอหน่อย)
- 1979 : The Mountain Lion (เสือภูเขา)
- 1980 : นายอำเภอคนใหม่
- 1980 : Baan Sai Thong (บ้านทรายทอง)
- 1981 : สาวน้อย
- 1982 : สวัสดีไม้เรียว
- 1982 : Factory Angel (เทพธิดาโรงงาน / Tap Ti Da Factory[11]) d'Euthana Mukdasanit
- 1982 : The Big Deal (ดาวพระเสาร์)
- 1982 : ปริศนา
- 1983 : มายาพิศวาส
- 1984 : Lady Farang dong (เลดี้ฝรั่งดอง)
- 1984 : แรงอธิษฐาน
- 1985 : หมอบ้านนอก
- 1986 : ราชินีดอกหญ้า
- 1986 : Insee Sao (อินทรีสาว)
- 1988 : Gunman 2 Ai Meu Dam (มือปืน 2 ไอ้มือดำ)
- 1988 : Victim of lust (เหยื่ออารมณ์)
- 1995 : บุญชู 8

- 2008 : Pirates de Langkasuka de Nonzee Nimibutr

## Récompenses et distinctions
- 2013 : prix pour l'ensemble de sa carrière au Festival mondial du film de Bangkok[12]